# Rufina (nombre)
Rufina es un nombre de pila femenino y un apellido. Proviene de «rufa», que significa ‘pelirroja’. Se dice, según las fuentes, que es de origen latino, griego, italiano, ruso o español.
Como nombre propio, es el equivalente femenino de Rufus (Rufo) o Rufinus (Rufino).